# Nós-Unidade Popular

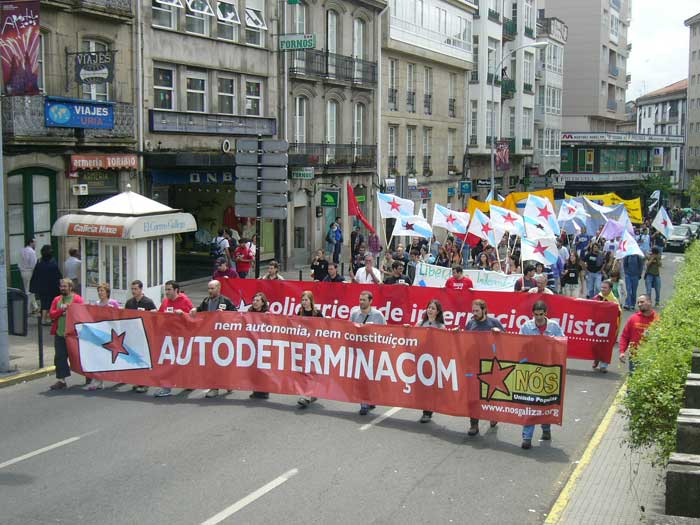
Manifestació del dia de la pàtria gallega de 2005

Nós-Unidade Popular fou una organització política de Galícia d'esquerres marxista que propugna l'independentisme.
Es formà l'any 2001 amb el suport de l'Assembleia da Mocidade Independentista (AMI), Primeira Linha i altres organitzacions de l'Esquerra Independentista gallega.
En el 2004 es presentaren a les eleccions al Parlament Europeu, i obtingueren 1.331 vots a Galícia (0,12%) (2.516 vots arreu de l'Estat espanyol), i en el 2005 es presentaren a les eleccions autonòmiques i obtingueren 1.749 vots (0,1%). Actualment no té representació institucional.
El 2005 van dur a terme una campanya de retirada de la simbologia franquista a Galícia entregant a la Xunta de Galícia tots els objectes relacionats amb la dictadura franquista. Durant la realització d'aquesta campanya alguns militants del partit foren detinguts per destrucció del patrimoni públic.
Anuncià la seva dissolució el 25 de juny de 2015, després de la seva extraordinària VIII Assemblea Nacional, entenent que s'havia "esgotat el cicle polític iniciat el 2001", i cridant a la prioritat d'aconseguir "la unitat de l'esquerra patriòtica" de Galícia.